# Лаки Дельо
Никола (Лаки) Дельо, известен като Даи Лаки (на гръцки: Νικόλαος, Λάκης Ντέλιος, Νταηλάκης или Νταϊλάκης или Τσαγγγαράκης, Николаос, Лакис, Дельос Дайлакис, Цангаракис), е революционер от Костурско, деец на Вътрешната македоно-одринска революционна организация, по-късно станал ренегат гъркоманин и присъединил се към Гръцката въоръжена пропаганда.

## Биография
Лаки Дельо е роден в костурското село Връбник, тогава в Османската империя, днес в Албания. Произхожда от бунтовно семейство - дядо му убива турчина злодей Сали бей от Божи град. Още 17-годишен на 21 май 1900 година Лаки убива албанеца Демир ага от Битинско, превърнал се в истински бич за жителите на Връбник. Заловен е и осъден на 15 години затвор, но срещу подкуп, събран от корчанската гръцка община, делото е преразгледано и Лаки е освободен. Заплашен от отмъщение напуска дома си и се присъединява към ВМОРО и влиза в четата на Атанас Кършаков. Албанците залавят 50 жители на Връбник и жестоко ги измъчват.
По-късно се присъединява към гръцките чети и действа с Коте Христов. Действа в Корещата и Корчанско, като подвойвода е брат му Яни. Обкръжен е край Зичища от Хюсеин бей, но се измъква. През лятото на 1905 година Лаки Дельо убива кмета на българската махала на село Здралци Козма.
През декември 1907 година е заловен и затворен в Битоля, но след Младотурската революция през юли 1908 година е освободен. Установява се за кратко в Хрупища, а после заминава за Гърция.
След Балканската война в 1912 година, когато Костурско и Връбник попадат в Гърция, Лаки се връща в родното си село. В 1924 година, когато Връбник е предаден на Албания, Лаки се установява край Костур.
Убит е на 5 октомври 1941 година по време на окупацията на Гърция от страните от Оста между селата Сливени и Жупанища от Мито (Димитър) Шалапут, племенник на Търпо Шалапутов и Христо Шалапутов от Орман, Христо Кичов от Маняк, Паскал Насков от Езерец и Тодор Жиков и Мито Шишков от Жупанища.
В 1960 година в Костур е издигнат негов бюст и името му носи квартал на града.
- Лаки като четник
- Портрет
- Лаки и четата му